# Comtat de Santa Clara

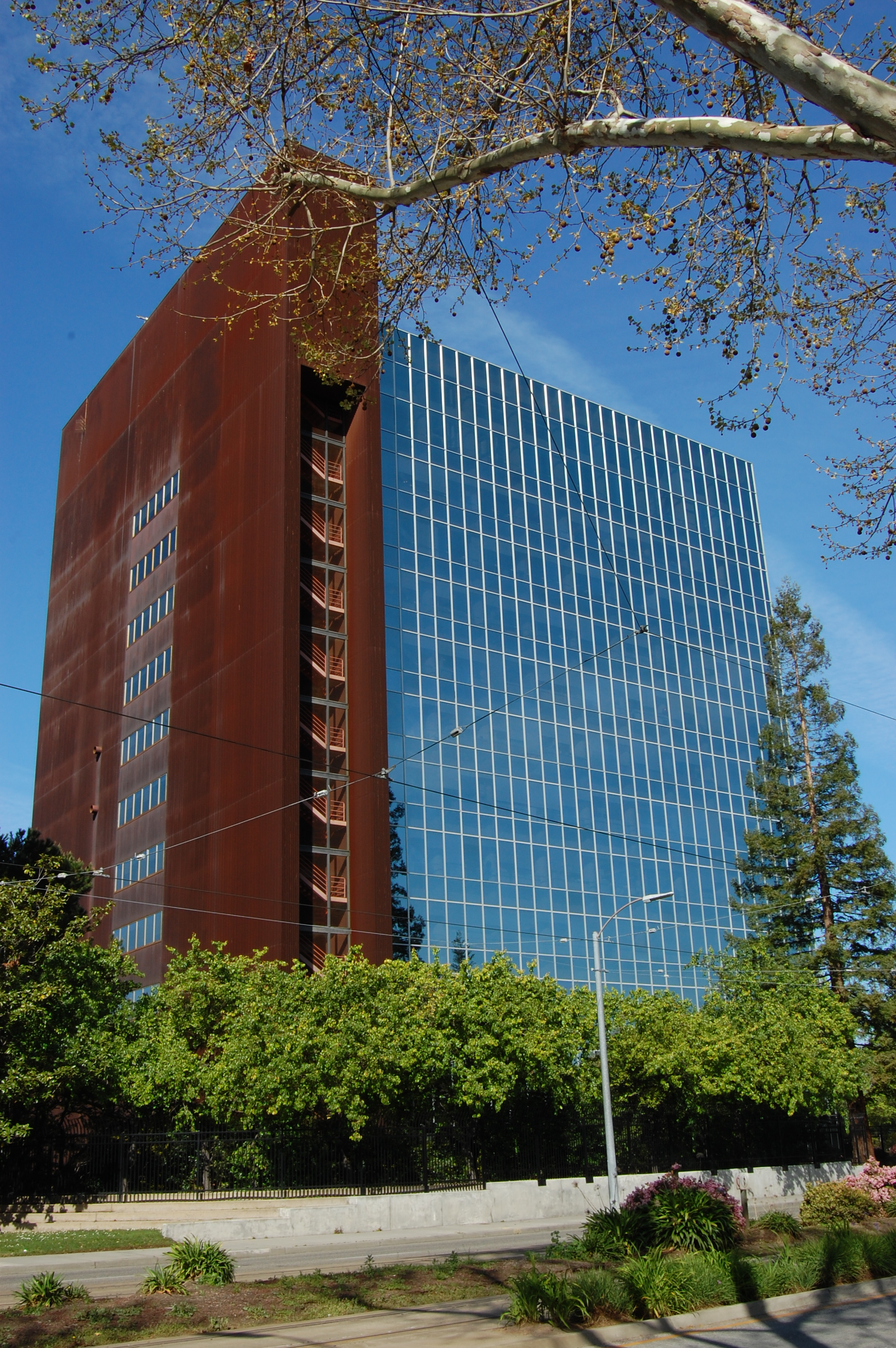
Centre de govern del comtat de Santa Clara al centre de San José

El comtat de Santa Clara (oficialment i en anglès County of Santa Clara) és el sisè comtat més poblat de l'estat nord-americà de Califòrnia, amb una població d'1.936.259 segons el cens de 2020. El comtat de Santa Clara i el veí comtat de San Benito formen l'àrea estadística metropolitana de San Jose–Sunnyvale–Santa Clara, que forma part de l'àrea estadística combinada San José–San Francisco–Oakland més gran. Santa Clara és el comtat més poblat de l'àrea de la badia de San Francisco i del nord de Califòrnia.
La seu del comtat i la ciutat més gran amb una població de 971.233 és San José, la desena ciutat més poblada del país, la tercera ciutat més poblada de Califòrnia i la ciutat més poblada de l'àrea de la badia de San Francisco.
Seu de Silicon Valley, el comtat de Santa Clara és un centre econòmic d'alta tecnologia i tenia el tercer producte interior brut (PIB) per càpita del món a partir del 2015, darrere de Zúric, Suïssa i Oslo, segons la Brookings Institution. Situat a la costa sud de la badia de San Francisco, la vall urbanitzada de Santa Clara dins del comtat de Santa Clara conté la major part de la població del comtat. Més recentment, les extenses sequeres a Califòrnia, complicades encara més pel drenatge de l'embassament d'Anderson dins del comtat per a reparacions per afrontar la inestabilitat sísmica, han tensat la seguretat de l'aigua del comtat.
A partir del 2020, té uns ingressos familiars mitjans de 130.890 dòlars, els tercers ingressos familiars més alts de qualsevol comtat de la nació darrere del comtat de Loudoun, Virgínia i Falls Church, Virgínia, i el més alt de qualsevol comtat de l'oest dels Estats Units.

## Etimologia
El comtat de Santa Clara rep el nom de la missió de Santa Clara, que es va establir el 1777, i al seu torn va rebre el nom de Santa Clara d'Assís.

## Història

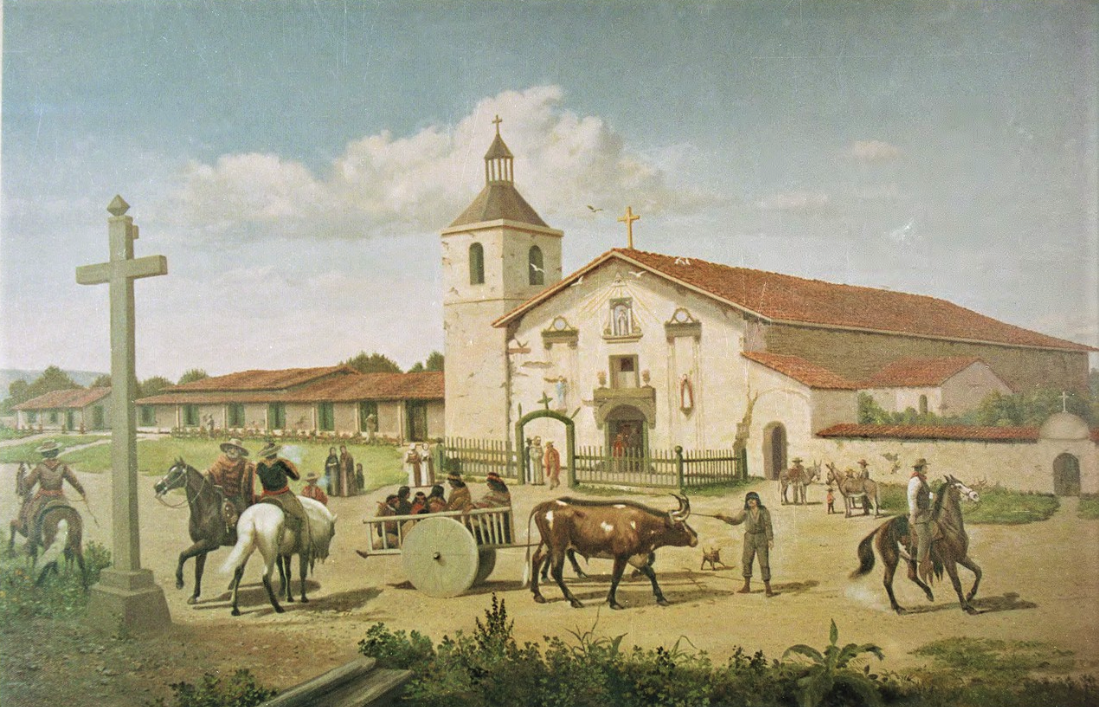
La Missió Santa Clara d'Asís l'any 1849

El comtat de Santa Clara va ser un dels comtats originals de Califòrnia, format el 1850. Els habitants originals incloïen els Ohlone, que resideixen a Coyote Creek i Calaveras Creek. Part del territori del comtat va ser cedit al comtat d'Alameda el 1853.
El 1882, el comtat de Santa Clara va intentar cobrar impostos sobre la propietat del ferrocarril del Pacífic Sud dins dels límits del comtat. El resultat va ser el cas de la Cort Suprema dels Estats Units del Comtat de Santa Clara v. Southern Pacific Railroad, 118 US 394 (1886), en què el tribunal va estendre els drets de tenir un procés jut a les persones jurídiques.
A principis del segle xx, la zona va ser promoguda com la "Valley of the Heart's Delight" (Vall del goig del cor) per la seva bellesa natural, incloent-hi un nombre important d'horts. La regió també va rebre el nom popular de "sun-kissed Santa Clara Valley" (vall de Santa Clara besada pel sol) a La crida del bosc de Jack London de 1903.
La primera gran empresa tecnològica que es va establir a la zona va ser Hewlett-Packard, fundada en un garatge de Palo Alto el 1939. IBM va seleccionar San José com a seu de la Costa Oest el 1943. Varian Associates, Fairchild Semiconductor i altres projectes incipients innovadors es trobaven al comtat a finals de les dècades del 1940 i 1950. La Marina dels EUA tenia una gran presència a la zona i va començar a donar grans contractes a empreses d'electrònica de Silicon Valley. El terme "Silicon Valley" va ser encunyat l'any 1971. La tendència es va accelerar a les dècades del 1980 i 1990, i des de llavors l'agricultura ha estat gairebé eliminada de la part nord del comtat.
El comtat de Santa Clara és la seu d'unes 6.500 empreses d'alta tecnologia, incloses moltes de les empreses d'aquest tipus més grans del món, com ara AMD, Nvidia, Cisco Systems i Intel, empreses d'ordinadors i electrònica de consum Apple Inc i Hewlett-Packard, i empreses d'Internet com eBay, Google i Yahoo!. La major part del que es considera Silicon Valley es troba dins del comtat, tot i que algunes regions tecnològiques adjacents a San Mateo (per exemple, Facebook), Alameda i Santa Cruz també es consideren part de Silicon Valley.